# Спасов, Радослав
Радосла́в Нико́лов Спа́сов (болг. Радослав Николов Спасов; 14 июня 1943, Остров, Болгария — 20 октября 2024) — болгарский кинооператор, кинорежиссёр, сценарист и продюсер.

## Биография
Работал ассистентом оператора, пока в 1972 году не окончил заочно ВГИК. Один из ведущих операторов болгарского кинематографа. Сотрудничал с режиссёрами Георги Дюлгеровым, Эдуардом Захариевым, Иваном Андоновым, Георгием Стояновым, Кираном Коларовым, Рангелом Вылчановым, Людмилом Стайковым и другими. Член БКП с 1980 года.
Умер 20 октября 2024 года в возрасте 81 года.

## Фильмография

### Оператор
- 1971 — Экзамен / Изпит
- 1972 — Десять дней за свой счет / 10 дни неплатени
- 1973 — И грянул день / И дойде денят
- 1975 — Дачная зона / Вилна зона
- 1976 — Русалочий хоровод / Самодивско хоро
- 1977 — Молодецкие времена / Мъжки времена
- 1977 — Авантаж / Авантаж
- 1977 — Служебное положение – ординарец / Служебно положение ординарец
- 1977 — Пантелей / Пантелей
- 1978 — Подмена / Трампа
- 1996 — Лакированные ботинки неизвестного солдата / Лачените обувки на незнайния воин
- 1979 — Воздушный человек / Въздушният човек
- 1980 — Живу я жизнью не одной / Аз не живея един живот
- 1981 — Мера за меру / Мера според мера
- 1983 — Последние желания / Последни желания
- 1983 — Дело 205/1913 / Дело 205/1913 П. К. Яворов
- 1985 — Дело следователя / Забравете този случай
- 1985 — О Нешке Робевой и её девушках / За Нешка Робева и нейните момичета
- 1986 — О девушках и их Нешке Робевой / За момичетата и тяхната Нешка Робева
- 1986 — Куда вы едете? / За къде пътувате
- 1987 — Время насилия / Време на насилие
- 1988 — А теперь куда? / А сега накъде?
- 1990 — Лагерь / Лагерът
- 1991 — Резервация / Резерват
- 1997 — Чёрная ласточка / Черната лястовица
- 1999 —  / Star! Star!
- 2005 — Леди Зи / Лейди Зи
- 2006 — Обезьяны зимой / Маймуни през зимата
- 2007 — А ныне куда? / А днес накъде?
- 2008 —  / Deep Violet (к/м)
- 2009 — Козёл / Козелът
- 2009 —  / Atletu

### Режиссёр
- 1993 —  / Сирна неделя
- 2005 — Украденные глаза / Откраднати очи
- 2016 — Поющие башмаки / Пеештите обувки

### Сценарист
- 1987 — Время насилия / Време на насилие
- 1993 —  / Сирна неделя
- 2005 — Украденные глаза / Откраднати очи
- 2016 — Поющие башмаки / Пеештите обувки

### Продюсер
- 1995 — Англия, моя Англия / England, My England

## Награды
- 2005 — номинация за лучший фильм — Золотой «Святой Георгий» XXVII Московского международного кинофестиваля («Украденные глаза»)